# Ectinohoplia davidis
Ectinohoplia davidis är en skalbaggsart som beskrevs av Leon Fairmaire 1889. Ectinohoplia davidis ingår i släktet Ectinohoplia och familjen Melolonthidae. Inga underarter finns listade i Catalogue of Life.